# هنري سامبسون
هنري سامبسون (1 أبريل 1947 في نيوزيلندا - 19 يوليو 1999 في أستراليا) (بالإنجليزية: Henry Sampson)‏ هو لاعب كريكت نيوزلندي.

## وصلات خارجية
- هنري سامبسون على موقع إي آس بي آن كريك إنفو (الإنجليزية)